# Europe au Ier millénaire av. J.-C.
 (mars 2010).
Si vous disposez d'ouvrages ou d'articles de référence ou si vous connaissez des sites web de qualité traitant du thème abordé ici, merci de compléter l'article en donnant les références utiles à sa vérifiabilité et en les liant à la section « Notes et références ».
Cet article retrace la chronologie de l'Europe au Ier millénaire av. J.-C.

## AuXesiècleav. J.-C.
- Vers 1050 av. J.-C.
  - Arrivée de la métallurgie du fer en Grèce.
- Vers 1000 av. J.-C.
  - La pratique de l'incinération des morts se généralise sur le territoire de la France et en Scandinavie, à travers la culture des champs d'urnes.
  - Des collines fortifiées se développent sur les collines en Europe de l'Ouest. Les sociétés deviennent de plus en plus hiérarchisées, substituant aux structures de l’Âge du bronze des chefferies locales qui accumulent des richesses.
  - La métallurgie du fer se développe dans la région de la mer Égée.
  - Cition est la première colonie phénicienne à Chypre.
  - Les Phocidiens et les Anaximène athéniens fondent Phocée.
  - Fondation de Théos en Ionie.
  - Offrandes (figurines de terre cuite) à Olympie.
  - Fin de la construction des nuraghes en Sardaigne et en Corse, qui avait commencé vers 1660 av. J.-C.
  - Le cheval est introduit en Scandinavie. La culture du seigle et de l’avoine se répand.
  - Dans le sud et l’est de l'Italie, on rencontre plusieurs cultures régionales ou locales comme celles connues dans le Picenum et en Apulie. La plus importante, la culture « des tombes à fosses », occupe le versant tyrrhénien de l’Italie du Sud (Calabre, Campanie, Ischia).

- Mouvements de peuples :
  - La culture de Golasecca est implantée autour du lac de Côme et du lac Majeur. Elle sera balayée par les Celtes.
  - Les Vénètes et les Atestins, sont implantés autour d’Este et en Vénétie, probablement originaires d’Illyrie. Les Ligures sont établis en Provence et en Ligurie. Les Iapyges (Dauniens, Peucétiens, Messapiens), originaires d’Illyrie occupent le sud-est de l’Italie (Apulie).
  - Les Italiques indo-européens se fixent en Italie : Latins, Eques, Herniques, Lucaniens, Marses, Picéniens, Sabins, Volsques et Falisques sur le Tibre, puis Ombriens et Sabelliens dans l’Apennin Toscan, Osques et Samnites dans les Abruzzes.
  - Les Pictes ou Pictons sont les premiers Celtes, venus de Suisse, à avancer en Gaule jusqu’à l’Espagne et aux îles Britanniques.
  - Les Goidels, vraisemblablement Celtes s’installent en Irlande d’où ils dominent les mines d’étain de l’archipel. Ils trouvent sur l’île des sociétés organisées d’origine ibère.
  - Les Cimmériens, d’origine indo-européenne, dominent la Russie méridionale, la Crimée et l’Ukraine (*-1000/-700).
  - Séparation des Ougriens et formation du peuple magyar dans les parages de l’Oural du Sud, entre la Volga et la Kama (Bachkirie).
  - Arrivée de tribus finno-ougriennes venant de l’Oural sur les rivages de la mer Baltique.

## AuIXesiècleav. J.-C.
- Vers 900 av. J.-C.
  - Dégradation du climat, qui devient plus frais et plus humide. La tendance va en s’accentuant jusqu’au VIe siècle av. J.-C. Maximum glaciaire attesté par la tourbière du glacier de Fernau (Tyrol), entre -900 et -300. Il s’agit de deux poussées glaciaires successives, dont chacune se prolonge pendant deux ou trois siècles, séparées par un intervalle de retrait pendant un siècle et demi.
  - En Grèce, début de la période géométrique. Début d'un important commerce avec le Proche-Orient. Les Eubéens atteignent la Sicile, la Sardaigne et l'Étrurie.
  - Constitution de Sparte par la réunion de quatre villages doriens. Agis Ier, roi de Sparte, fonde la dynastie des Agides.
  - Les Phéniciens s’implantent à Malaga et à Sexi (Almuñécar).
  - Âge du fer en Calabre, Sicile (culture de Pantalica) et Italie centrale (Tarquinia et Véies) à la fin du siècle.
  - Culture de Villanova en Étrurie.

- Vers 850 av. J.-C.
  - Sur le site du mont Palatin, à Rome, est construit un premier établissement de cabanes.

- Fin du IXe siècle av. J.-C.
  - Apparition de la civilisation étrusque en Italie centrale avec la culture de Villanova. Évolution des rites funéraires. Les Étrusques abandonnent l’incinération pour l’inhumation. Essor des cités-État.

## AuVIIIesiècleav. J.-C.
- Vers 800 av. J.-C.
  - La Grèce vit une crise sociale, avec l'enrichissement des riches propriétaires terriens, et une augmentation des pauvres, ce qui aboutit à la création d'un prolétariat rural, à l'exode vers les villes ou le départ dans les colonies. Dans le même temps, le commerce connaît un grand développement, favorisé par la naissance d'une classe de commerçants et d'artisans qui commence à se distinguer de l'aristocratie foncière. La nouvelle « bourgeoisie » demande à être plus associée au pouvoir politique et le prolétariat agricole réclame une redistribution des terres et l'abolition des dettes, par des mouvements sociaux.
  - Avènement au pouvoir de l’aristocratie dans la plupart des villes grecques : les aristocrates guerriers renversent les rois à la tête des différentes cités-États : petit à petit, les monarchies sont remplacées par des oligarchies. L’esclavage se développe. Les Grecs colonisent le monde méditerranéen. Prépondérance de Milet en Ionie. Colonies de Samiens à Samothrace, d’Ioniens de Paros à Thasos. Des exilés spartiates fondent Tarente.

- En -776, premiers Jeux olympiques tenus en Grèce.
- Fondation de Rome en -753, que la tradition attribue à Romulus. Dans les faits, la naissance de la Ville résulte d'un synœcisme entre plusieurs communautés villageoises.

- Vers 750 av. J.-C.
  - Généralisation de l’écriture alphabétique en Grèce, empruntée aux phéniciens. Son usage est presque uniquement poétique. Épopée grecque de l'Iliade.
  - En Italie centrale, essor des cités-États étrusques.
  - À partir du VIIIe siècle, les Phéniciens, puis les Grecs, franchissent le détroit de Gibraltar et font le commerce de l’alun, de l’étain et du fer avec les Iles Britanniques.
  - Dynasties doriennes à Corinthe.
  - En Grèce, première inscription alphabétique connue et fondation des premières colonies grecques qui s'étendront de la Méditerranée occidentale jusqu'aux côtes orientales de la mer Noire.
  - En Angleterre, diffusion de la métallurgie du fer.

## AuVIIesiècleav. J.-C.
- Les Carthaginois s’installent à Malaga, à Baria (Villaricos) en Espagne et aux Baléares (Mago).
- Les cités étrusques sont constituées sur la base des villages Villanoviens. À la fin du siècle une ligue de douze cités étrusques se constitue (Dodécapole).
- Présence celte attestée aux Pays-Bas.
- Production en Armorique de dizaines de milliers de haches à douille rectangulaires de bronze à forte teneur en plomb, utilisées comme étalon monétaire et comme lingots jusqu’aux îles Britanniques, Pays-Bas, Allemagne du Nord, Alpes, Suisse, vallée du Rhône et Midi. Une production tardive similaire subsistera pendant le premier Age du Fer dans l’Aude et l’Hérault (le Launacien).
- Les groupes celtiques du premier âge du fer se partagent en deux aires géographiques : la zone occidentale, avec les porteurs d’épée, la zone orientale, avec les porteurs de hâche.

- Vers l'an -700 : En Grèce, début de la période archaïque, durant laquelle des cités-État se développent autour de grands édifices publics, comme les temples, théâtres et les gymnases.
- Vers l'an -690 : En Italie, l'écriture étrusque se développe à partir de celle des Grecs.
- En -616, Tarquin l'Ancien prend Rome et devient le premier roi étrusque de la cité.

## AuVIesiècleav. J.-C.
- Vers l'an -600 : 
  - Sur la côte méditerranéenne du Sud de la France, des Grecs phocéens d'Asie mineure fondent la ville de Massilia (Marseille actuelle).

- Celtes :
  - La culture celte est attestée par les riches tombes à char.
  - Les Celtes occupent les basses plaines de l'Europe du Nord et construisent des collines artificielles appelées terpen ou wierden.
  - Les Celtes du Nord-Ouest des Alpes de la Bourgogne à l’Autriche, entretiennent d'importants échanges commerciaux avec les colonies grecques de la Méditerranée occidentale.

- Monde grec :
  - Naissance de la démocratie athénienne : Solon écrit un poème considéré quelquefois comme la première constitution écrite du monde, Clisthène (Athènes) instaure la démocratie à Athènes (508).
  - Début du monnayage.
  - Sparte prend la tête de la ligue du Péloponnèse.
  - Larissa, fief des Aleuades, dirige la confédération thessalienne.
  - Colonisation de la Tauride (actuelle Crimée). Colonisation milésienne dans le Pont-Euxin (Sinope, Trapézonte).
  - Athènes s’empare de Sigée, colonie de Lesbos sur l’Hellespont au début du siècle.

- Péninsule italienne :
  - À Rome, première écriture latine.
  - Entre la fin du VIe siècle et le milieu du Ve siècle, un régime républicain oligarchique basé sur la tyrannie s’instaure dans la plupart des cités étrusques, où se développe une société quasi égalitaire (égalité des sexes et classe unique).
  - L’expansion des Étrusques se fait au nord vers la plaine du Pô, au sud jusqu’au Tibre où les populations italiques (Falisques, Capénates et Latins) sont étrusquisées. Apogée des trafics commerciaux étrusques.

- Péninsule ibérique :
  - Installation de peuples celtes, dont les Lusitaniens, dans l’ouest de la péninsule ibérique. Ils développent la métallurgie du bronze et du fer, construisent des maisons en pierre de plan circulaire.
  - Cultures ibère en Andalousie : Turdetani du Guadalquivir, Bastetani de l’est andalou, Constetani d’Elche.

- Culture poméranienne en Pologne (environ 600-200 av. J.-C.).

- En l'an -510 : À Rome, achèvement du temple de Jupiter capitolin sur la colline du Capitole.
- -509 : Abolition de la royauté à Rome, début de la République romaine, qui est une république oligarchique.
- -507 : Mise en place de la démocratie athénienne via les réformes clisthéniennes. Première démocratie de l'Histoire.

## AuVesiècleav. J.-C.
- Vers l'an -500 : En Bourgogne (France), datation de la riche tombe de Vix, contenant un char démonté et des objets importés de Grèce et d'Étrurie, dont un remarquable cratère en bronze.
- -492--479 : Guerres médiques opposant les Grecs aux Perses.
- Vers l'an -480 :
  - Début du deuxième âge de fer, ou culture de La Tène, connue par son style artistique caractéristique. Les sépultures de cette époque comprennent des chariots et de nombreuses armes, mais de façon générale, elles sont moins richement fournies que celles de l'époque antérieure de Hallstatt.
  - En Grèce, début de la période classique, caractérisée par ses formes en art et en architecture. Les cités grecques atteignent leur apogée.
- En l'an -478 : Formation de la ligue de Délos, qui sera rapidement transformée en Empire athénien.
- Vers l'an -450 : à la suite des réformes de Solon et de Clisthène (Athènes) du siècle précédent, qui établirent la démocratie athénienne sous sa forme pleine et entière, la cité d'Athènes est le centre du plus puissant des États grecs et atteint son apogée. Début de la construction du Parthénon sur la colline de l'Acropole qui est le principal temple athénien, il sera achevé en -432.
- -431--404 : Guerre du Péloponnèse entre Sparte et Athènes.

## AuIVesiècleav. J.-C.
- Vers l'an -400 :
  - Des colonies grecques s'établissent dans le Nord de l'Italie.
  - Socrate meurt en -399.
  - Platon fonde l'Académie à Athènes.
- Les Celtes ravagent Rome en -385, ce qui amènera une amélioration de sa défense par la construction de l'enceinte de Servius, terminée en -380.
- Aristote (-384 ; -322) fonde le Lycée à Athènes.
- -334--323 : Conquêtes d'Alexandre le Grand.

## AuIIIesiècleav. J.-C.
- Vers l'an -300 : Apparition des premières monnaies celtes.
- En l'an -283, les Celtes font une incursion en Grèce et ravagent la cité de Delphes.
- De -264 à -241, la première guerre punique oppose la République romaine et la cité-État de Carthage pour le contrôle de la Méditerranée occidentale.
- Vers l'an -250 : Rome contrôle toute la péninsule italienne.
- En l'an -206, les romains prennent le contrôle de la péninsule ibérique.

## AuIIesiècleav. J.-C.
- Vers l'an -200 : À Rome, lors de la construction du portique Æmilius est pour la première fois employé du ciment, cette technique va se révéler une innovation majeure pour l'architecture et le génie civil.
- En l'an -146, les Romains mettent fin aux États grecs, mais la culture de la Grèce antique va continuer à influencer le monde et de nombreux artistes et penseurs, originaires de Grèce, vont affluer à Rome.
- En -146, Rome remporte la troisième guerre punique en détruisant complètement la cité de Carthage.
- Entre -122 et -60, les Romains font la conquête du territoire des Allobroges au nord-ouest des Alpes, ce qui leur permet de contrôler les passages vers la Gaule.

## AuIersiècleav. J.-C.
- Vers l'an -100 : En Europe occidentale, développement des oppidums qui sont de vastes établissements fortifiés avec des maisons, des ateliers et des magasins.
- Vers l'an -50 : 
  - Jules César fait la conquête de toute la Gaule et le chef de guerre Vercingétorix, encerclé dans l'oppidum d'Alésia, se rend.
  - La soie chinoise parvient à Rome.
  - En l'an -46, le calendrier julien est introduit, il sera la référence dans toute l'Europe jusqu'à l'établissement du calendrier grégorien en 1582.
  - En l'an -44, Jules César est assassiné par une conjuration.
- En l'an -27, l'empereur Auguste devient le seul maître de l'empire romain.